# Hiéroglyphe égyptien G38
Pour les articles homonymes, voir Oie (homonymie).
L'oie, en hiéroglyphes égyptiens, est classifiée dans la section G « Oiseaux » de la liste de Gardiner ; cet hiéroglyphe y est noté G38. 

## Représentation
Il représente une oie rieuse (Anser albifrons). Il est translittéré gb ou sȝ.

## Utilisation
| g | b | G38 |

| g | b | G38 |

| G38 | b | A40 |

| G38 | b | A40 |

| w | f | A | G38 | A2 |

| w | f | A | G38 | A2 |

| w | z · f | G38 | D54 |

| w | z · f | G38 | D54 |

| w | d · f | G38 | D54 |

| w | d · f | G38 | D54 |

| H | t · U15 | m | G38 | G37 |

| H | t · U15 | m | G38 | G37 |

| H | t · U15 | m | G38 | G37 |

| H | t · U15 | m | G38 | G37 |

il représente des oiseaux indéfinis.
C'est un déterminatif de termes désignant les oies et plus généralement des oiseaux et des insectes dans l'hiératique.
| G39 |

| G39 |

phonogramme bilitère de valeur sȝ.

## Exemples de mots
| r · Z1 | G38 |

| r · Z1 | G38 |

| mn · n | i | i | t · G38 |

| mn · n | i | i | t · G38 |

| a · f · f | G38 |

| a · f · f | G38 |